# L'anno del terrore
L'anno del terrore (Year of the Gun) è un film del 1991 di John Frankenheimer, interpretato da Andrew McCarthy, Valeria Golino e Sharon Stone.
La pellicola è tratta dal romanzo del 1984 di Michael Mewshaw Year of the Gun e, come il libro, è incentrata sugli anni di piombo e sul caso Moro.

## Trama
Roma, 1978. Mentre l'Italia sta vivendo il culmine degli anni di piombo, David, un giovane giornalista statunitense che vive nella penisola già qualche anno, sogna di scrivere un romanzo di successo e decide di utilizzare come sfondo per la sua storia gli eventi del terrorismo italiano. Il ragazzo lavora per un piccolo quotidiano italiano in lingua inglese e ha una relazione con Lia, una ragazza romana di buona famiglia. Uno dei suoi migliori amici in città è Italo, un professore universitario vicino alle idee della sinistra; David lo ritiene una persona tranquilla e moderata, quando in realtà l'amico non solo avalla le idee rivoluzionarie delle Brigate Rosse, ma è lui stesso il contatto di un misterioso brigatista, Giovanni. Durante un ricevimento a casa del suo datore di lavoro, Bernier, David conosce la connazionale Alison, una fotoreporter nota per la sua intraprendenza; attraverso alcuni suoi contatti, la ragazza scopre il passato coinvolgimento di David con alcuni terroristi americani, oltre a venire a conoscenza delle sue ambizioni letterarie: convinta che David stia scrivendo un libro sulle Brigate Rosse, e che per farlo si sia messo in contatto con alcuni dei loro membri, gli propone di realizzare il libro insieme, ma David rifiuta per paura che la cosa possa metterlo nei guai. Intanto, dopo uno scambio di vedute con Bernier, David inizia a pensare a un possibile sequestro di Aldo Moro, fautore del compromesso storico, come intreccio per la trama del suo libro.
Nei giorni seguenti David e Alison continuano a frequentarsi, finché una sera finiscono a letto insieme. Risvegliatasi da sola nell'appartamento dell'uomo, la reporter trova e legge la bozza del romanzo di David, convincendosi sempre più della sua teoria. Nel frattempo Lia, che all'apparenza è una normale ragazza che deve solo affrontare i problemi che le crea l'ex marito, si incontra in segreto a Venezia con alcuni misteriosi uomini. Intanto Alison accenna qualcosa del libro di David a Italo, il quale ha preso a frequentare la donna per conto delle Brigate Rosse onde accertarsi che non sia una spia della CIA, facendone poi menzione al suo referente Giovanni: questi, incuriosito dal racconto, gli chiede di rubare la bozza del romanzo. Quando Giovanni legge lo scritto contenente la teoria del rapimento pensa immediatamente a una fuga di notizie, poiché l'organizzazione sta segretamente pianificando proprio il rapimento dello statista democristiano.
La cosa mette in allarme i brigatisti, che uccidono Bernier e costringono Italo ad attirare l'amico giornalista in una trappola. David non sospetta nulla finché Italo gli rivela chi è veramente e cosa ha in mente l'organizzazione, ma prima che egli possa scappare viene rapito e portato da Giovanni: dinanzi a questi, l'americano tenta invano di spiegare che il romanzo è solo frutto della sua immaginazione, mentre l'amico Italo, cercando di difenderlo, rimane ucciso. Riuscito a fuggire, David corre a cercare Alison, a sua volta in pericolo: braccati dai brigatisti, chiedono aiuto a Lia, l'unica persona di cui David si fida. In realtà anche la ragazza fa parte delle Brigate Rosse e nonostante i suoi sentimenti li consegna all'organizzazione. I due americani vengono segregati in una casa fuori città, in attesa del da farsi, proprio nelle ore in cui le Brigate Rosse mettono in atto e portano a termine il sequestro di Aldo Moro. Qui, la stessa Lia subisce una sorta di processo sommario da parte degli altri terroristi per via del suo comportamento nella vicenda.
Quando i dubbi su di lei sembrano fugati, Lia chiede a Giovanni di risparmiare la vita ai due ostaggi. Dopo che David e Alison vengono portati in un luogo isolato, il loro destino appare segnato: invece tutto ciò è solo una messinscena per Lia, la quale viene giustiziata. Mentre Giovanni ordina ad Alison di fotografare il cadavere della ragazza, per testimoniare al mondo la sorte che l'organizzazione riserva ai loro traditori, a quella vista David prova ad aggredire Giovanni, venendo risparmiato; Alison infine lo trascina via, per riportarlo a casa negli Stati Uniti. Qualche anno più tardi, David è ospite di un programma televisivo per presentare il suo romanzo, presto diventato un best seller, realizzato assieme alle foto di Alison, la quale è invece in collegamento da Beirut, dove sta seguendo la guerra del Libano. Alla fine dell'intervista, prima di lasciare lo studio, lo sguardo di David si posa su uno dei monitor di servizio, dove vede Alison. Nonostante la grande distanza tra loro e il fatto che i due non possano vedersi, si scambiano un malinconico e simbolico sguardo attraverso lo schermo, prima di andarsene e riprendere le loro vite.

## Accoglienza

### Incassi
Il film ha incassato negli Stati Uniti 1 182 273 dollari, di cui 606 046 durante il primo weekend di programmazione.

### Critica
Questo film è generalmente ritenuto come l'opera meno riuscita della carriera di John Frankenheimer. Janet Maslin del New York Times ha criticato il passaggio dal romanzo al grande schermo, scrivendo: «la trama, tratta da una sceneggiatura di David Ambrose basata a sua volta sul libro di Michael Mewshaw, si rivela essere vertiginosamente complicata. È eccessiva quando dà al giornalista americano un presunto potere grazie al suo romanzo (che lui paragona a Il giorno dello sciacallo con personaggi fittizi e reali). Infine è fin troppo sbandierato il fatto che il protagonista possa essere a conoscenza del complotto ai danni di Aldo Moro».

## Riconoscimenti

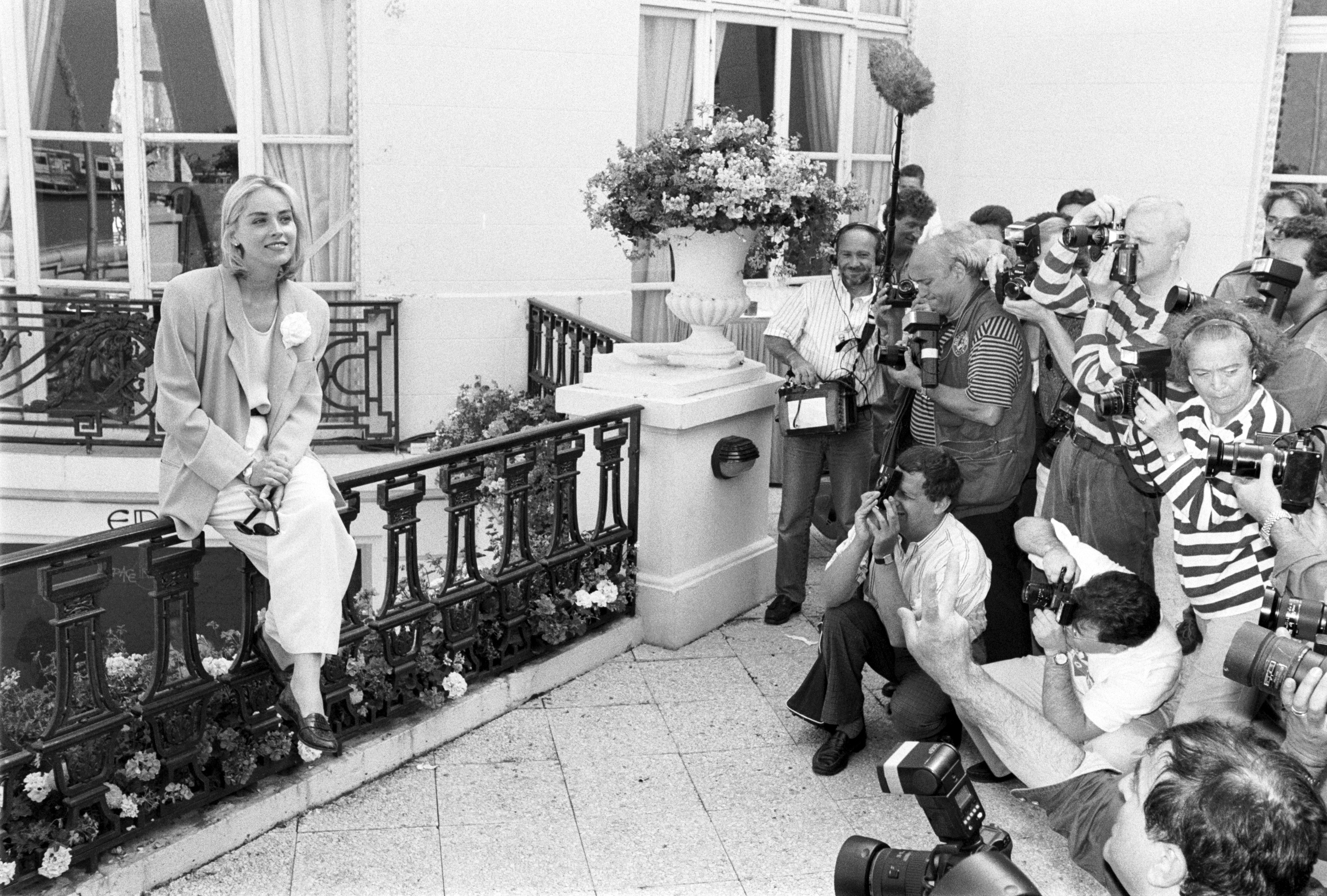
Sharon Stone nel 1991 al Deauville American Film Festival

- 1991 - Deauville American Film Festival
  - Candidato per il premio della critica a John Frankenheimer